# Isola (fiktiv plats)
Isola är den stad där Ed McBains romaner om poliserna vid 87th precinct utspelar sig.
Staden har stora likheter med verklighetens New York och är på samma sätt indelad i fem sektioner motsvarande de fem stadsdelarna i New York: Isola (Manhattan), Bethtown (Staten Island), Lugna's Point (Brooklyn), Majesta (Queens) och Riverhead (Bronx).